# So Smooth
So Smooth – album studyjny amerykańskiego piosenkarza Perry’ego Como nagrywany 20 i 25 stycznia oraz 8 i 17 lutego 1955 roku, wydany we wrześniu 1955 roku przez wytwórnię RCA Victor. Jest to pierwszy album wykonawcy wydany w postaci 12-calowej płyty długogrającej LP (wcześniejsze jego albumy były wydawane w formie 10-calowej płyty LP lub płyt 78 obr./min). Wszystkie pozycje zostały zaaranżowane przez Joe Lipmana. Nagrany został w Webster Hall w Nowym Jorku z orkiestrą Mitchella Ayresa i The Ray Charles Singers.

## Lista utworów

### Strona pierwsza
1. „It's a Good Day” – 1:43
2. „As Time Goes By” – 3:12
3. „I've Got the World on a String” – 2:21
4. „My Funny Valentine” – 2:44
5. „For Me and My Gal” – 2:33
6. „I Gotta Right to Sing the Blues” – 2:47

### Strona druga
1. „Breezin' Along with the Breeze” – 2:17
2. „It's the Talk of the Town” – 3:40
3. „You Do Something to Me” – 1:54
4. „It Happened in Monterey” – 3:03
5. „One for My Baby and One More for the Road” – 3:43
6. „In The Still of the Night” – 2:45